# Sarah Baker
Sarah Baker est une actrice américaine née le 30 juin 1974, principalement connue pour ses rôles dans la série Go On et le film Moi, député.

## Filmographie
| Années    | Titres                                | Rôles               | Notes                      |
| --------- | ------------------------------------- | ------------------- | -------------------------- |
| 2002      | Fashion victime                       | Dix                 | Film                       |
| 2005      | The Lance Krall Show                  | Personnages variés  | Rôle régulier              |
| 2008      | Kath & Kim                            | Marjorie            | 1 épisode                  |
| 2008-2009 | Free Radio                            | Emo Sarah           | Rôle régulier              |
| 2009      | In the Motherhood                     | Doris               | 2 épisodes                 |
| 2010      | The Office                            | Josie               | 2 épisodes                 |
| 2010      | Bonne chance Charlie                  | Carla               | 1 épisode                  |
| 2011      | In Gayle We Trust                     | Smith               | 10 webisodes               |
| 2011      | Bones                                 | Kim                 | 1 épisode                  |
| 2011      | Mes meilleures amies                  | Skating Rink Nurse  | Scène coupée               |
| 2011      | Home for Actresses                    | Arabella            | court-métrage Funny or Die |
| 2012      | Modern Family                         | Twins' Mom          | 1 épisode                  |
| 2012      | Moi, député                           | Mitzi Huggins       | Film                       |
| 2012–2013 | Go On                                 | Sonia               | Rôle récurrent             |
| 2013      | Sean Saves the World                  | Tippy               | 1 épisode                  |
| 2014      | The Good Lie                          | Pamela              | Film                       |
| 2014      | Tammy                                 | Becky               | Film                       |
| 2017      | Adorables Ennemies de Mark Pellington |                     | film                       |
| 2017      | Big Little Lies                       | Thea Cunningham     | Rôle récurrente            |
| 2017      | Philip K. Dick's Electric Dreams      | Maggie Noyce        | 1 épisode                  |
| 2018      | L'Ombre d'Emily (A Simple Favor)      | Maryanne Chelkowsky | Film                       |
| 2020      | Superintelligence                     | Emily               | Film                       |
| 2021      | Thunder Force                         |                     | Film                       |
| 2018-2021 | La Méthode Kominsky                   | Mindy Kominsky      | Rôle récurrent             |